# Diodercarus
Diodercarus is een geslacht van kevers uit de familie van de loopkevers (Carabidae). De wetenschappelijke naam van het geslacht is voor het eerst geldig gepubliceerd in 1931 door Lutshnik.

## Soorten
Het geslacht Diodercarus is monotypisch en omvat slechts de volgende soort:
- Diodercarus arrowi Lutshnik, 1931